# Fine Champagne
Un cognac Fine Champagne est un assemblage d’eau-de-vie provenant du premier cru Grande Champagne et d’eau-de-vie provenant du second cru Petite Champagne. Ainsi, la notion Fine Champagne renvoie à l’univers de l’eau-de-vie charentaise produite sur l’Appellation d’origine Contrôlée Cognac. Elle est relative aux Crus de cognac. Toutefois, la Fine Champagne n’est pas un cru mais une dénomination. Toutes les maisons de cognac produisent une Fine Champagne.

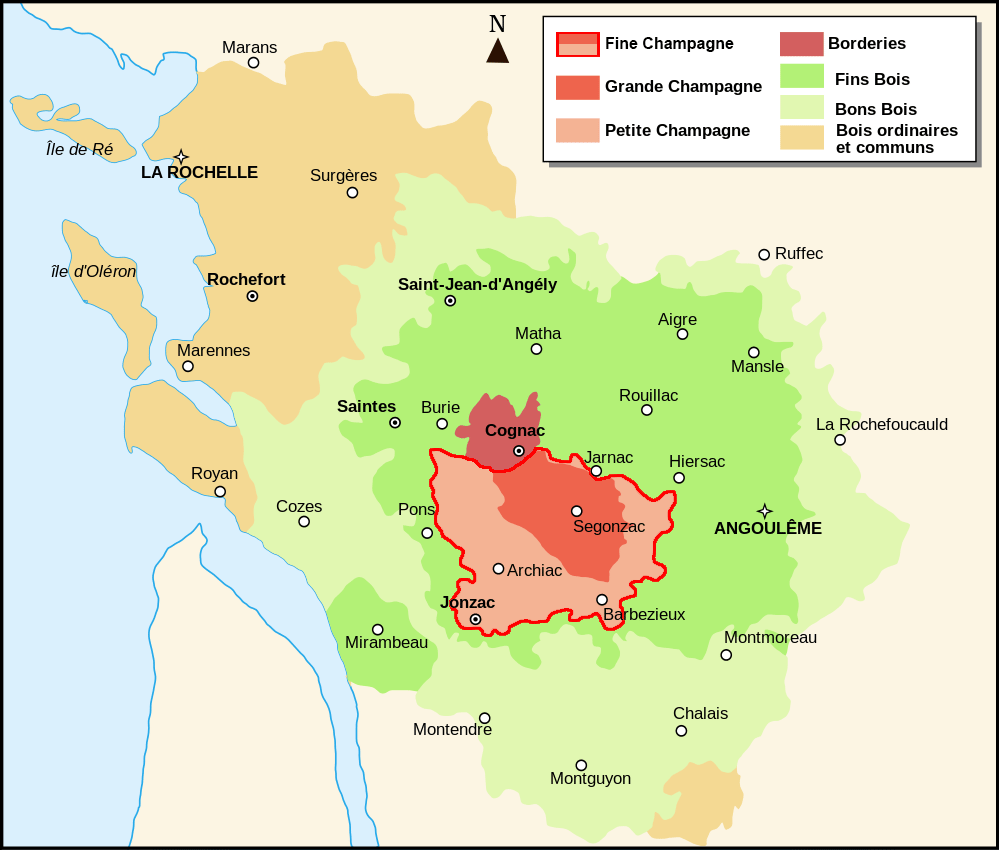
Carte de la région Fine Champagne a Cognac.

## Mention légale
Selon le Bureau national interprofessionnel du cognac (BNIC), le cognac est traditionnellement le fruit de l’assemblage d’eaux-de-vie d’âge et de crus différents, mais ce n’est pas obligatoire. L’« Appellation Cognac Fine Champagne Contrôlée » détermine des eaux-de-vie issues exclusivement de Grande Champagne et de Petite Champagne avec au moins 50 % de Grande Champagne.  
À titre indicatif, si un cru (par exemple : Borderies) est mentionné sur l’étiquette, cela signifie que 100 % des eaux-de-vie qui constituent l’assemblage proviennent de ce cru.

## Origine et histoire
Au XIXe siècle, le géologue et paléontologue charentais Henri Coquand va consacrer de nombreux travaux sur la nature des sols d’où provient le cognac. Ses études aboutiront à la délimitation des crus. Toutefois, l’origine du Cognac Fine Champagne demeure inconnue ; elle est peut-être antérieure aux recherches d’Henri Coquand. Cette dénomination est utilisée par Émile Rémy Martin, propriétaire d’une maison familiale de négoce de cognac au XIXe siècle, qui apprécie l’assemblage des deux premiers crus. 
Aujourd’hui, la société Rémy Martin donne l’année 1848 comme acte de naissance du premier cognac Fine Champagne de la maison. Un registre des archives du fonds patrimonial de la maison Rémy Martin prouve l’utilisation de cette dénomination dès 1820, et les premiers textes de loi protégeant les noms de lieux remontent à 1824. En 1927, le premier VSOP Fine Champagne est créé.

## Production et particularité
L’AOC Cognac se divise en six crus correspondant à des zones de production appelées Grande Champagne, Petite Champagne, Borderies, Fins Bois, Bons Bois et Bois Ordinaires. La délimitation de ces crus, opérée sur des critères géologiques et de dégustations des eaux-de-vie, fut réalisée au XIXe siècle, actée en 1909 et intégrée au décret de l’appellation en 1938
La Fine Champagne est produite à partir des eaux-de-vie des deux premiers crus (Grande Champagne et Petite Champagne) qui ont des sols très calcaires. Ce terroir donne des eaux-de-vie très aromatiques, à la maturation lente, au potentiel de vieillissement très important. La Petite Champagne est réputée pour la puissance de ses cognacs. La Grande Champagne est réputée pour la finesse de ses cognacs.
Ce sol des deux premiers crus, tendre et crayeux du Crétacé supérieur, est doté d’une grande capacité de rétention de l’eau ce qui permet à la vigne une alimentation hydrique régulière. Le taux de matière organique est important et la surface du sol reflète la lumière favorisant l’épanouissement de la vigne. On peut parler de microclimat en y ajoutant l’influence du climat océanique tempéré influant sur le cycle végétatif de la vigne. Le matériel végétal du cognac Fine Champagne est majoritairement le cépage Ugni Blanc; le décret d’appellation du cognac comprend aussi les cépages Folle-Blanche, Colombard. Le cépage majoritaire Ugni Blanc, aussi appelé Trebbanio, est originaire de l’Italie, il est reconnu pour sa finesse, sa vivacité et son acidité idéale pour la distillation. Variété ayant un bourgeonnement tardif, l’Ugni Blanc est moins soumis aux gelées printanières. On le trouve aussi en Armagnac, Provence, dans le Languedoc, la Corse, l’Italie ou la Bulgarie. 
Sur les 75 000 hectares de l’aire d’appellation du Cognac, la Grande Champagne compte 13 200 hectares et la Petite Champagne compte 15 200 hectares. Dans les années 1960, fut créée à l’initiative de la maison Rémy Martin, en la personne d’André Hériard Dubreuil, l’Alliance Fine Champagne. Cette coopérative regroupe près d’un millier de vignerons de Petite Champagne et de Grande Champagne et fournit près de 90 % des eaux-de-vie de la maison Rémy Martin. 

## Les Maisons Cognac Fine Champagnes
- A. De Fussigny, Grosperrin
- Bache
- Braastad
- De Luze (Maison Boinaud)
- Grosperrin
- Hine
- Le Roch
- Rémy Martin
- Tiffon